# Temmincks makaak
De Temmincks makaak (Macaca nigrescens)  is een zoogdier uit de familie van de apen van de Oude Wereld (Cercopithecidae). De wetenschappelijke naam van de soort werd voor het eerst geldig gepubliceerd door Temminck in 1849.

## Voorkomen
De soort komt voor in Indonesië, in het noorden van het eiland Sulawesi.